# Go! (Fluggesellschaft)
go! war eine Marke der US-amerikanischen Fluggesellschaft Mesa Airlines mit Sitz in Phoenix. Diese Tochterfirma operierte vom Honolulu International Airport aus zwischen den Inseln Hawaiis.

## Geschichte
Am 9. Juni 2006 begann go! mit dem Betrieb mit Flugverbindungen von Honolulu zu den Inseln der Inselgruppe Hawaii. 
Im September desselben Jahres wurde bekanntgegeben, dass go! einen Vertrag über die Zusammenarbeit mit Mokulele Airlines abgeschlossen hat. Mokulele begann ab 17. April 2007 unter dem Namen go! Express mit Cessna 208 Flüge von Kapalua nach Honolulu, Kahului und Kailua-Kona. Es folgten im Juli und Oktober 2007 Verbindungen nach Molokai und Lanai. go! und Mokulele vermarkten sich zusammen unter dem Namen go! Mokulele.
Mitte März 2014 wurde durch die Muttergesellschaft Mesa Airlines bekanntgegeben, dass go! zum 1. April 2014 den Betrieb einstellen wird. Ihre Kapazitäten würden künftig durch erhöhte Nachfrage bei ihren Schwestergesellschaften dort eingebunden.

## Flugziele
go! flog vom Drehkreuz auf dem Honolulu International Airport aus zu anderen Flughäfen auf den Inseln Hawaiis, darunter Hilo und Kahului.

## Flotte
Mit Stand Oktober 2013 bestand die Flotte der go! aus vier Flugzeugen:
- 4 Bombardier CRJ200 (betrieben durch Mesa Airlines)